# David Sprengel
Bror David Martin Sprengel, ursprungligen Åkerblom, född 25 juni 1880 i Stockholm, död där 21 februari 1941, var en svensk litteratör, översättare (från franska, italienska och danska) och kritiker. 

## Biografi
Fadern Olof August Åkerblom var möbelfabrikör i Sundbyberg och frikyrklig. Faderns stränga moralism ledde till en schism där sonen för att markera distans under gymnasietiden började kalla sig Sprengel. Han studerade en tid i Uppsala och umgicks i litterära kretsar. Han blev fri skribent och utkom med boken De nya poeterna 1902. Den polemiserar mot nittiotalisterna i litteraturen och ger i stället en serie porträtt av de främsta företrädarna för åttiotalet. Trots att Sprengel argumenterade för realism och verklighetsskildring så utgav han 1907 ett porträtt av Oscar Levertin, som präglades av dyrkan och beundran.

Porträtt av Nils Dardel

## Översättningar
Sprengel började tidigt att översätta och det första verken var Jacob Hilditchs Vildmarkshistorier och hvardagsöden och bröderna Goncourts roman Renée Mauperin 1901. Därefter översatte han två verk av den danske författaren Herman Bang. Översättningen av Två hem var emellertid så slarvigt och dilettantiskt gjord att den blev helt nedgjord av kritiker och även utsatt för en parodi av kåsören Beyron Carlsson betitlad Den skinnsjuke grefven. Skandalen gjorde att Sprengel 1903 flyttade till Köpenhamn. Han bodde där en tid och studerade dansk kultur och politik som presenterades i boken Från det moderna Danmark: kåserier och intryck 1904. Därefter vistades Sprengel utomlands, främst i länderna kring Medelhavet, fram till 1912. Han skrev resebrev från Medelhavsländerna och fungerade som guide där åt svenska kulturpersonligheter. Han skrev även fyra inlägg i Strindbergsfejden. Sprengel utgav flera översättningar av fransk och italiensk litteratur som blivit klassiska och ännu återutges.

## Agnes von Krusenstjerna
Vändpunkten i Sprengels liv inträffar då han 1921 gifte sig med Agnes von Krusenstjerna och kom att utöva ett betydande inflytande på hennes litterära utveckling. Han stimulerade hennes inriktning på sexualiteten och kvinnoblivandet som motiv – de ansågs vid denna tid inte höra till den "riktiga litteraturens" område – och skötte en hel del av hennes förlagskontakter. Med stor säkerhet medverkade han också i hemlighet i de senare delarna av von Krusenstjernas romanserie Fröknarna von Pahlen (1930–1935), både med redigeringar och kapitel han skrivit själv. Genom hans insatser fick serien en satirisk och skabrös sida som inte tycks ha hört till författarinnans ursprungliga plan för verket (något som var okänt för samtiden). Sprengel utgav också den kritiska dossier som samlade upp debatten och som utgör en viktig primärkälla för studier av den.

### Översättningar
- Bandello, Matteo (1927). Renässansnoveller : löjen och tårar bland furstar och adelsfolk, gudsmän, borgare och bönder, löskerkarlar, konstnärer och kurtisaner i de italienska staterna och deras grannriken under renässansen och förrenässansen. Ryktbara sedeskildringar, 99-2294402-2 ; 5. Stockholm: Bonnier. Libris 1342793
- Bang, Herman (1902). Sommarnöjen. Nordiskt Familjebibliotek, 99-3140236-9 ; 15. Stockholm: Bonnier. Libris 1726533
- Bang, Herman (1902). Två hem: det hvita huset och det grå huset. Stockholm: Gernandt. Libris 1511037
- Chessin, Serge de (1923). Ryska vrakspillror i Stockholm: roman. Uppsala: Almqvist & Wiksell. Libris 1471248
- De Quincey, Thomas; Sprengel David, Brunius August (1926). En engelsk opieätares bekännelser: gifthelveten och artificiella paradis i England 1785-1859. Ryktbara sedeskildringar, 99-2294402-2 ; 4. Stockholm: Bonnier. Libris 1342792
- Diderot, Denis (1925). Jakob fatalisten och hans husbonde: landsvägsliv, kärlekshandel och kroganekdoter från mitten och senare hälften av 1700-talet i Frankrike. Ryktbara sedeskildringar ; 2[a]. Stockholm: Bonnier. Libris 656591
- Diderot, Denis (1925). Nunnan: skuggbilder ur franskt klosterliv omkring 1750-1760. Ryktbara sedeskildringar ; 2 : Diderots satirer och dialoger ; [1]. Stockholm: Bonnier. Libris 656567
- Épinay, Louise d' (1925). Fru de Montbrillants ungdom: interiörer från fransk aristokrati och storfinans 1726-1746. Ryktbara sedeskildringar ; 1. Stockholm: Bonnier. Libris 1804927
- Goncourt, Edmond de (1925). Renée Mauperin: den unga bourgeoisien i Frankrike från Ludvig Filips tronbestigning till omkring 1855. Ryktbara sedelskildringar ; 3. Stockholm: Bonnier. Libris 1695192
- Goncourt, Edmond de (1901). Renée Mauperin: en ung flickas roman. Stockholm: Svithiod. Libris 1726799
- Hilditch, Jacob (1901). Vildmarkshistorier och hvardagsöden: berättelser. Stockholm: Beijer. Libris 1727037
- Kierkegaard, Søren (1902). Förförarens dagbok. Mästerverk ur världslitteraturen ; 2. Sthlm. Libris 9685
- Murger, Henri (1926). Bohème. Stockholm: Bonnier. Libris 1340584
- Murger, Henri (1904). Från bohêmens värld. Mästerverk ur världslitteraturen ; 5. Stockholm: Bonnier. Libris 1727843
- Rousseau, Jean-Jacques (1912-1922). Jean Jacques Rousseaus Bekännelser. Memoarer och sedehistoria ; 1. Stockholm. Libris 7706
  -  Rev. uppl. Forumbiblioteket, 99-0110069-0 ; 58. Stockholm: Forum. 1963. Libris 11857
- Rousseau, Jean-Jacques (1931). Julie eller Den nya Heloisa: brev från tvenne älskande i en liten stad vid Alpernas fot.... Stockholm: Bonniers. Libris 8863673
- Voltaire (1907). Candide Filosofiska romaner och dialoger... Öfvers. Med en inledning af David Sprengel.. Mästerverk ur världslitteraturen ; 9. Stockholm. Libris 3186359
- Voltaire (1922). Filosofiska romaner i övers. av David Sprengel: Med en studie över filosofpropagandan i Frankrike på 1700-talet och Voltaire av H. Taine samt noter och anm. av översättaren. Filosofer, Berömda ; 19. 1922. Stockholm. Libris 3186361